# Костромская областная дума
Костромска́я областна́я ду́ма — постоянно действующий высший и единственный законодательный (представительный) орган государственной власти Костромской области, избирается сроком на 5 лет. Находится в Костроме на Советской площади, дом 2.

## История
В 1994—1996 годах I созыв избран 13 марта 1994 года на 2 года, состоял из 13 депутатов. Председатель — А.И. Бычков.
В 1996—2000 годах II созыв была избран 8 декабря 1996 года на 4 года, состояла из 21 депутата. Председатель — А.И. Бычков.
В 2000—2005 годах III созыв избран 10 декабря 2000 года на 5 лет, состояла из 24 депутатов. Председатель — В.П. Ижицкий.

### 4 созыв (2005—2010)
4 декабря 2005 года состоялись выборы в региональный парламент Костромской области, по смешанной системе. По их итогу 6 партий преодолели 4 % избирательный барьер и сформировали одноимённые фракции.
Российская партия Пенсионеров после регистрации, за день до голосования 3 декабря, добровольно сняла свой партийный список и не участвовала в выборах.
Остальные партии, принимающие участие в выборах, не прошли, среди них: Союз правых сил 2,92 % (6 624 голосов) и партия Народная Воля 0,82 % (1 861 голосов). Несмотря на это, «Союз правых сил» и партия «Пенсионеров» имели по одному депутату, избранных по одномандатному округу или перешедших из других партий. 7 независимых депутатов.
| Фракция                 | Мест | %       | Голоса |
| ----------------------- | ---- | ------- | ------ |
| Единая Россия           | 14   | 29.99 % | 68 030 |
| КПРФ                    | 5    | 17.48 % | 39 636 |
| Аграрная партия России  | 4    | 11.65 % | 26 414 |
| Партия РОДИНА           | 2    | 9.06 %  | 20 557 |
| ЛДПР                    | 2    | 8.59 %  | 19 480 |
| Российская партия Жизни | 1    | 4.71 %  | 10 673 |
| Против всех             | —    | 10.16 % | 23 044 |

### 5 созыв (2010—2015)
По итогу единого дня голосования 10 октября 2010 года в региональный парламент прошло 4 парламентские партии, принимавших участие, преодолевших 7 % барьер..
Партии Правое дело избирательная комиссия отказала в регистрации.
| Фракция             | Мест | %       | Голоса  |
| ------------------- | ---- | ------- | ------- |
| Единая Россия       | 26   | 50.02 % | 114 151 |
| КПРФ                | 4    | 19.57 % | 44 662  |
| ЛДПР                | 2    | 14.50 % | 33 077  |
| Справедливая Россия | 3    | 12.64 % | 28 833  |

### 6 созыв (2015—2020)
По итогу единого дня голосования 13 сентября 2015 года в региональный парламент прошло 4 парламентские партии, преодолевшие 5 % барьер.
| Фракция             | Руководитель                  | Мест | %       | Голоса |
| ------------------- | ----------------------------- | ---- | ------- | ------ |
| Единая Россия       | Ситников Алексей Владимирович | 27   | 50.96 % | 99 460 |
| КПРФ                | Ижицкий Валерий Петрович      | 3    | 14.50 % | 28 307 |
| Справедливая Россия | Плюсин Александр Николаевич   | 2    | 11.65 % | 26 414 |
| ЛДПР                | Кудрявцев Юрий Петрович       | 1    | 9.06 %  | 20 557 |

7 созыв (2020—2025)
Выборы в Костромскую областную Думу седьмого созыва состоялись 13 сентября 2020 года. В регионе явка составила 31,97% (167338). Почему-то в списках избирателей оказалось 523 326, хотя в январе Схем а округов рассчитывалась исходя из 503 303 избирателей. Объявлены недействительными 9 600 бюллетеней (5,74%) , 100 бюллетеней утрачены участковыми комиссиями. Одновременно на выборах губернатора проголосовали 167366 человек - на 28 больше.  В новый состав областного представительного органа власти были избраны 35 депутатов, председателем Думы избран Анохин Алексей Алексеевич, заместителями председателя Богданов Иван Анатольевич и Деменков Сергей Анатольевич. Были образованы 8 комитетов: по вопросам государственного устройства и местного самоуправления, депутатской деятельности, Регламенту и информационной политике; по бюджету, налогам, банкам и финансам; по экономической, промышленной политике и предпринимательству; по агропромышленной политике, развитию сельских территорий, природным ресурсам и экологии; по жилищно-коммунальному хозяйству и энергетике; по образованию, культуре и делам архивов; по вопросам материнства и детства, молодежной политике и спорту; по здравоохранению, социальной политике и занятости населения.
В действующий состав областного представительного органа власти были избраны 35 депутатов
| Фракция             | Руководитель фракции          | Мест | %       |
| ------------------- | ----------------------------- | ---- | ------- |
| Единая Россия       | Полякова Галина Анатольевна   | 24   | 31,9 %  |
| КПРФ                | Шахова Елена Викторовна       | 2    | 17,23 % |
| ЛДПР                | Фёдоров Руслан Владимирович   | 1    | 12,1 %  |
| Справедливая Россия | Плюсин Александр Николаевич   | 2    | 9,16 %  |
| Партия пенсионеров  | Шестаков Юрий Владимирович    | 1    | 8,34 %  |
| Новые люди          | Потешкина Елена Станиславовна | 1    | 7,46 %  |

В двух одномандатных округах  №№ 6 и 8 в городе Кострома победили кандидаты от Партии Социальной защиты. По округу №10 от Яблоко прошёл Гутерман Максим Аркадьевич. Не прошли в Думу по спискам: Коммунисты России (3,01%), За Правду (2,27%), Яблоко (1,89%), Родина (0,89%),